# Gallus gallus bankiva
El gallo bankiva (Gallus gallus bankiva) es una subespecie de Gallus gallus y el ancestro salvaje del gallo doméstico, puede vivir en distintos tipos de hábitats, dada la gran variedad de alimentos que consume. En primavera, el macho se aparea con varias hembras, seduciéndolas y cortejándolas con su magnífico y colorido plumaje. Las hembras construyen los nidos entre la maleza.
Los gallos bankivas se reúnen a menudo en grupos, en lugares donde existe mayor concentración de alimentos, y escarban el suelo en busca de plantas, raíces y animales invertebrados.
Los machos miden de 65 a 75 cm de largo; las hembras de 42 a 46 cm de largo. Viven en bosques, selvas y matorrales. Pone de cuatro a nueve huevos en un hoyo en el suelo. El período de incubación es de veinte a veintiún días.
Aunque nuestras modernas razas de gallinas pueden ser de lo más variable, todas derivan de una única especie de faisán silvestre: el gallo bankiva (Gallus gallus ssp). En la actualidad habita en el sur de Sumatra, Java y Bali.
Esta especie está en peligro de extinción por los desplazamientos de las personas y, a causa de esto, la desaparición de los biotopos naturales.